# یروزاله
یروزاله (به لاتین: Jeruzale) یک روستا در لهستان است که در گمینا موکوبوده واقع شده‌است.